# Agrotis fulvaurea
Agrotis fulvaurea là một loài bướm đêm trong họ Noctuidae.